# Moteur MCE-5
Un moteur MCE-5 (de l'anglais « Multi Cycle Engine - 5 parameters ») est un moteur à explosion, plus particulièrement un type de moteur à compression variable VCR (Variable Compression Ratio).
Il s'agit d'un moteur fonctionnant sur le principe d'un moteur à allumage commandé dont le volume de la chambre de combustion varie continûment en fonction de la charge du moteur. Pour cela, le moteur utilise un mécanisme classique bielle-manivelle associé à des engrenages à longue durée de vie, réalisant un piston à la cinématique parfaitement verticale, débarrassée des contraintes radiales, principale source de frottements.
Cofinancé par l'État français, le moteur MCE-5 a nécessité près de 75 millions d'euros d'investissements et a mis en pratique les connaissances de 45 sociétés européennes.[source insuffisante] La priorité de la société MCE-5 est la commercialisation en grande série à moyen terme.

## Histoire
Le principe du taux de compression variable a été imaginé par Louis Damblanc, en 1928.
Ce n'est qu'en 1997 que l'ingénieur Vianney Rabhi, fils de l'écrivain et penseur français Pierre Rabhi, s’attelle de nouveau à ce type de moteur. Il débute la conception en 1997 et crée une société en vue de son développement en 2000, dans la région lyonnaise. Il faut attendre près de 11 années de développement pour voir aboutir un moteur complet.
Le constructeur automobile PSA a testé ce moteur.

## Principe

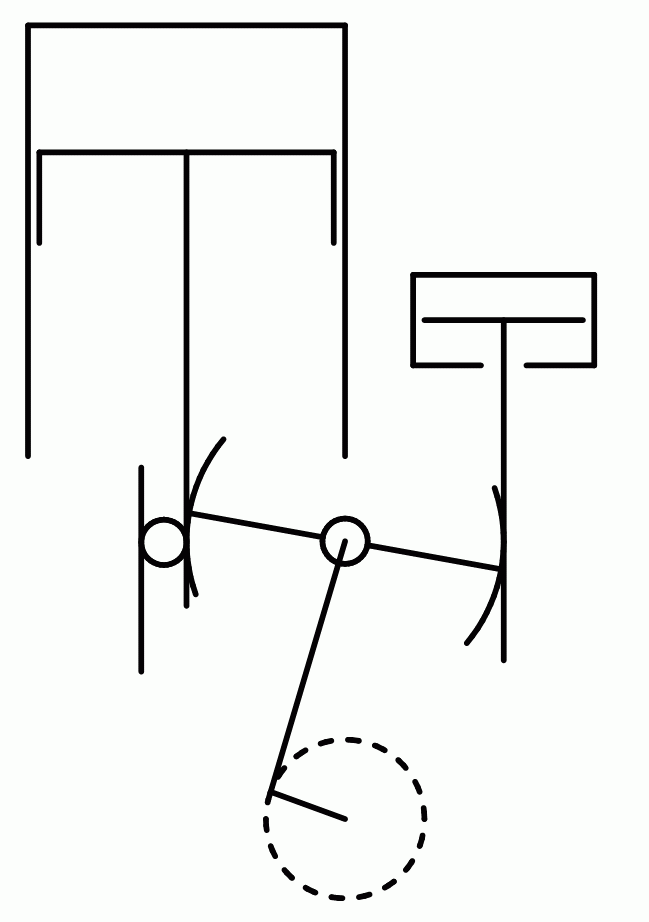
Principe du moteur MCE-5. À gauche, piston classique du moteur à combustion interne. À droite, l'ensemble cylindre-piston est un vérin hydraulique à double effet dont le mouvement règle le taux de compression dans le cylindre de gauche. En bas, système bielle-manivelle. Les mouvements de translation sont transformés en rotation, et vice-versa, par des crémaillères.

Le moteur MCE-5 est un moteur à allumage commandé, fonctionnant grâce à la combustion du mélange air-essence selon le cycle de Beau de Rochas. Il s'agit de surcroît d'un moteur VCR (« Variable Compression Ratio ») dont le taux de compression varie en fonction du régime moteur et de la charge en faisant varier le volume de la chambre de combustion.
Ces moteurs présentent un meilleur rendement thermodynamique en raison de l'augmentation de pression lors de la combustion. En effet, les lois thermodynamiques démontrent que plus la pression dans la chambre est élevée, meilleur est le rendement. Cependant, les moteurs à allumage commandé sont sensibles au phénomène de cliquetis, si bien qu'il est impossible d'augmenter indéfiniment la compression. À la conception des moteurs classiques, les ingénieurs calculent le taux de compression en fonction de l'apparition du cliquetis à pleine charge et à haut régime. Les moteurs VCR permettent de compenser le faible taux de compression en bas régime et/ou à faible charge en faisant varier ce taux. La puissance et le couple à bas régime s'en trouvent par conséquent améliorés et les émissions de polluants réduits.
L'avantage du moteur MCE-5 par rapport aux autres systèmes de compression variable est qu'il n'y a plus aucune poussée latérale sur le piston, d'où un important gain de frottements et une usure moindre pour une meilleure fiabilité. La roue dentée faisant levier, la course du piston est le double de la course de la tête de la bielle, permettant un vilebrequin plus compact. Le surcoût de ce type de moteur est généralement faible à négatif selon la configuration. Néanmoins, le système de crémaillère augmente les masses mobiles et l'inertie tandis que les efforts sur l'embiellage sont doublés d'où d'importantes contraintes mécaniques et un doublement des pertes par frottement sur les paliers.

## Fonctionnement

### Généralités
Le comportement acoustique et vibratoire du moteur MCE-5 est très proche de celui d'un moteur à allumage commandé classique, ainsi que ses dimensions. La différence se situe sur la cinématique des pièces à l'intérieur du moteur. Au système bielle-manivelle classique sont combinés des engrenages à longue durée de vie, semblables à ceux présents dans les boîtes de vitesses.
Le vilebrequin entraîne l'axe d'une roue dentée, dénommée roue de transmission, qui d'un côté roule sur la crémaillère de commande et de l'autre, entraîne une crémaillère fixée au piston. Un rouleau synchronisé, composé de petites roues dentées, maintient la crémaillère du piston en appui sur la roue principale. La position de la crémaillère de commande dans le carter cylindre permet d'ajuster la hauteur du piston afin de varier le taux de compression.

### Taux de compression
Le taux de compression, ajusté de manière conjointe à l'avance à l'allumage et à la limite du phénomène de cliquetis, varie de 1:7 à 1:18. Il varie de façon continue lors du fonctionnement du moteur et varie selon les cylindres avec une précision de l'ordre de 5/100 de millimètre avec une vitesse de changement d'une dizaine de millisecondes. Les moteurs MCE-5 sont à l'heure actuelle les seuls à proposer un taux de compression adapté à chaque cylindre et à chaque instant. Le choix continu du meilleur couple taux de compression/avance permet d'optimiser le rendement à tous les régimes et à toutes les charges moteur.
Deux méthodes sont prises en compte afin de régler initialement le taux de compression. La première consiste à mesurer la hauteur du point mort haut (PMH) du piston via les puits de bougies dans la culasse tandis que la deuxième s'effectue par la mesure du volume de la chambre de combustion après assemblage. Cette dernière méthode présente l'avantage de pouvoir s'appuyer sur les dimensions réelles de la chambre.
Le vérin de commande, entouré d'huile moteur, est mû par une technique toute particulière. La pression des gaz ainsi que les inerties mises en jeu permettent le déplacement du vérin de commande. Des culbuteurs contrôlés électroniquement engendrent le déplacement des tiges de commandes et maintiennent ouverts ou fermés des soupapes, permettant ainsi le passage de l'huile de part et d'autre du vérin. Les forces exercées (pressions et inerties) sur l'huile déplacent de ce fait le vérin jusqu'à ce qu'elles se compensent de part et d'autre de ce dernier,.

### Suralimentation
L'utilisation d'une suralimentation par compresseur sur ce type de moteur permet de construire un moteur qui a une puissance et un couple à bas régime intéressant.

## Anatomie

### Roue de transmission
La roue de transmission du moteur MCE-5 est un élément central puisqu'elle permet, comme son nom l'indique, de transmettre le mouvement alternatif rectiligne du piston à la bielle et d'assurer le réglage du taux de compression via des crémaillères du vérin de commande et du piston. Soumises à d'importants efforts de poussées de la bielle — à 6 000 tr/min, la roue change de sens 200 fois par seconde — ses « dents à hautes résistances » sont conçues afin de résister à des pressions de l'ordre de 22 tonnes par centimètre carré.
La roue de transmission est une pièce dissymétrique : une moitié des dents sont chargées pour résister lors de la détente des gaz lors du PMH tandis que les autres dents sont peu chargées car seulement soumises à l'inertie du piston lors du PMB. Cette propriété est effective des deux côtés de la roue, mais pour une raison différente du côté crémaillère de commande. Il s'agit dans ce cas de « replacer le centre de gravité de la roue sur son axe de rotation ».
Hormis le rodage, la denture du MCE-5 ne s'use pas ou très peu : la perte de matière est de l'ordre du micromètre sur la durée de vie du moteur. Cette propriété s'explique par le fait qu'il n'y a aucun désalignement entre les dents et les crémaillères. En effet, les crémaillères ne sont pas portées par des arbres en rotation, mais par des pistons dont la cinématique est rectiligne.
La partie centrale de la roue de transmission est fraisée de façon à y insérer la liaison avec la bielle tandis que des « poches d'allègements » sont creusées de part et d'autre de la roue. Des pistes de roulements, soudées par faisceau d'électrons, viennent en contact avec les pistes respectives des crémaillères.
Étant donné qu'il s'agit d'une pièce motrice du moteur, c'est-à-dire qu'elle transmet un travail utile, elle est conçue afin d'éviter de dissiper ce travail en chaleur si bien que son rendement énergétique atteint les 99,7 %. Par sa géométrie complexe, elle est capable d'encaisser des efforts de près de 5,5 tonnes au couple maximal en ne fléchissant que de quelques centièmes de millimètre.
Un jeu de 30 micromètres est pris en compte dans la conception afin d'obtenir un fonctionnement le plus silencieux possible. La roue de transmission, en acier cémenté, est obtenue par forgeage afin de répondre à ses différentes contraintes. Cette technique présente en effet l'avantage de pouvoir obtenir facilement la forme générale de la pièce, ainsi que les poches d'allégements. Les sociétés Ascoforge Safe et Seram se sont chargées de son développement.

### Pistons et crémaillères
Deux crémaillères proprement dites sont utilisées dans la cinématique du moteur MCE-5. Une crémaillère de commande assure la liaison entre le vérin de réglage du taux de compression et la roue de transmission tandis qu'une crémaillère de piston est fixée à ce dernier et transforme le mouvement rotatif de la roue de transmission en mouvement alternatif.
Tout comme la roue de transmission, les dents des crémaillères sont faiblement ou fortement chargées selon leur utilisation. Des trous d'allègements sont pratiqués dans la longueur de la pièce, ce qui permet de diminuer la masse. L'usinage de la pièce, réalisé par les sociétés Sermatec et PEMTec, utilise une technique électrochimique classique, compatible avec les exigences d'une production en grande série pour des pièces à géométrie complexe.
Un filetage est réalisé sur la partie supérieure de la crémaillère de piston, afin d'y fixer le piston. Ce dernier, en raison de la cinématique particulière du moteur MCE-5, ne possède pas de jupe. Seule la segmentation est conservée, dont la fonction est la même que celle d'un moteur classique. La tête du piston est creusée en regard des soupapes afin de réaliser des turbulences — swirl, tumble ou autre — dans la chambre afin d'améliorer la combustion.

### Rouleau de synchronisation
Deux autres crémaillères, moins importantes dans la cinématique globale, entrent en jeu. Une crémaillère de faibles dimensions est dessinée, par taillage ou formage à froid, au dos de la crémaillère de piston. Une deuxième est usinée dans une plaque liée au bâti. Ces deux crémaillères, via le rouleau de synchronisation, assurent le maintien vertical du piston, empêchant ainsi le phénomène d'arc-boutement.
Le rouleau de synchronisation est monobloc ou formé de trois parties soudées ou frettées par résistance. La précision requise sur les dents du rouleau et de la crémaillère associée demeure faible en raison de sa fonction secondaire.

### Bielle et vilebrequin
La bielle est une pièce mécanique permettant de transformer le mouvement alternatif du piston en un mouvement rotatif du vilebrequin. Ces deux éléments, dessinés en collaboration avec plusieurs sociétés expérimentées dans ce domaine, ne présentent pas de particularités propres au moteur MCE-5 — hormis leur taille réduite de près de 50 % par rapport à un système classique — et les techniques d'usinage et de forgeage sont identiques à celles couramment utilisées dans l'industrie automobile.

### Culasse et bloc-moteur
La culasse et le bloc-moteur, mis au point par la société Danielson Engineering, ont été conçus pour « répondre aux contraintes liées aux contraintes de la fonderie et de l'usinage de grandes séries ».

## Performance et coût
Les moteurs MCE-5 VCRi testés sur banc moteur en janvier 2009 développent un couple de 420 N m à 1 500 tr/min et une puissance maximale de 217 ch pour une cylindrée de seulement 1 484 cm3. Cette puissance est typiquement celle d'un moteur à allumage commandé classique 6 cylindres en V d'une cylindrée de 3 L tandis que le couple du MCE-5 est supérieur de 40 % à ce même V6. (245 ch ; 480 N m à 1 800 tr/min sur la dernière version GDI).
Le surcoût de production d'un moteur MCE-5, équipé d'une suralimentation, est de l'ordre de 500 euros. Néanmoins, à consommations identiques, il se révèle être moins cher de 2 000 euros par rapport à un moteur Diesel, et de 3 000 à 5 000 euros moins cher par rapport à un moteur hybride actuel. Le principal argument de vente du moteur MCE-5, hormis ses performances et son prix, est son niveau de consommation. En effet, ce dernier peut atteindre une réduction de l'ordre de 20 % sur les petits moteurs et jusqu'à 35 % sur les moteurs de forte cylindrée.